# Hamidiye, Bigadiç
Hamidiye là một xã thuộc huyện Bigadiç, tỉnh Balıkesir, Thổ Nhĩ Kỳ. Dân số thời điểm năm 2010 là 825 người.